# Частная мыза
Частная мыза (частное имение, нем. Privatgut, эст. eramõis, латыш. privātā muiža) — это мыза, принадлежащая частному лицу. В средние века частные мызы представляли собой поместья, принадлежавшие феодалам. В более поздние времена это был наиболее распространённый тип мызы, владельцами которых были дворяне. 
Первоначально частные мызы формировались как лены, но с течением времени по мере расширения круга наследников они, по сути, становились свободно завещаемыми поместьями, имевшими широкие особые права, от охоты и рыболовства до строительства мельниц и основания поселений на своих землях. Земельные владения мызы состояли из двух частей — необлагаемой налогом усадебной земли и облагаемых налогом сельхозугодий.
Большинство частных мыз были, в свою очередь, рыцарскими мызами.
В Эстонии частные мызы были национализированы в ходе земельной реформы 1919 года, в Латвии —— в ходе земельной реформы 1920 года.

Частные мызы на территории современной Эстонии (примеры)
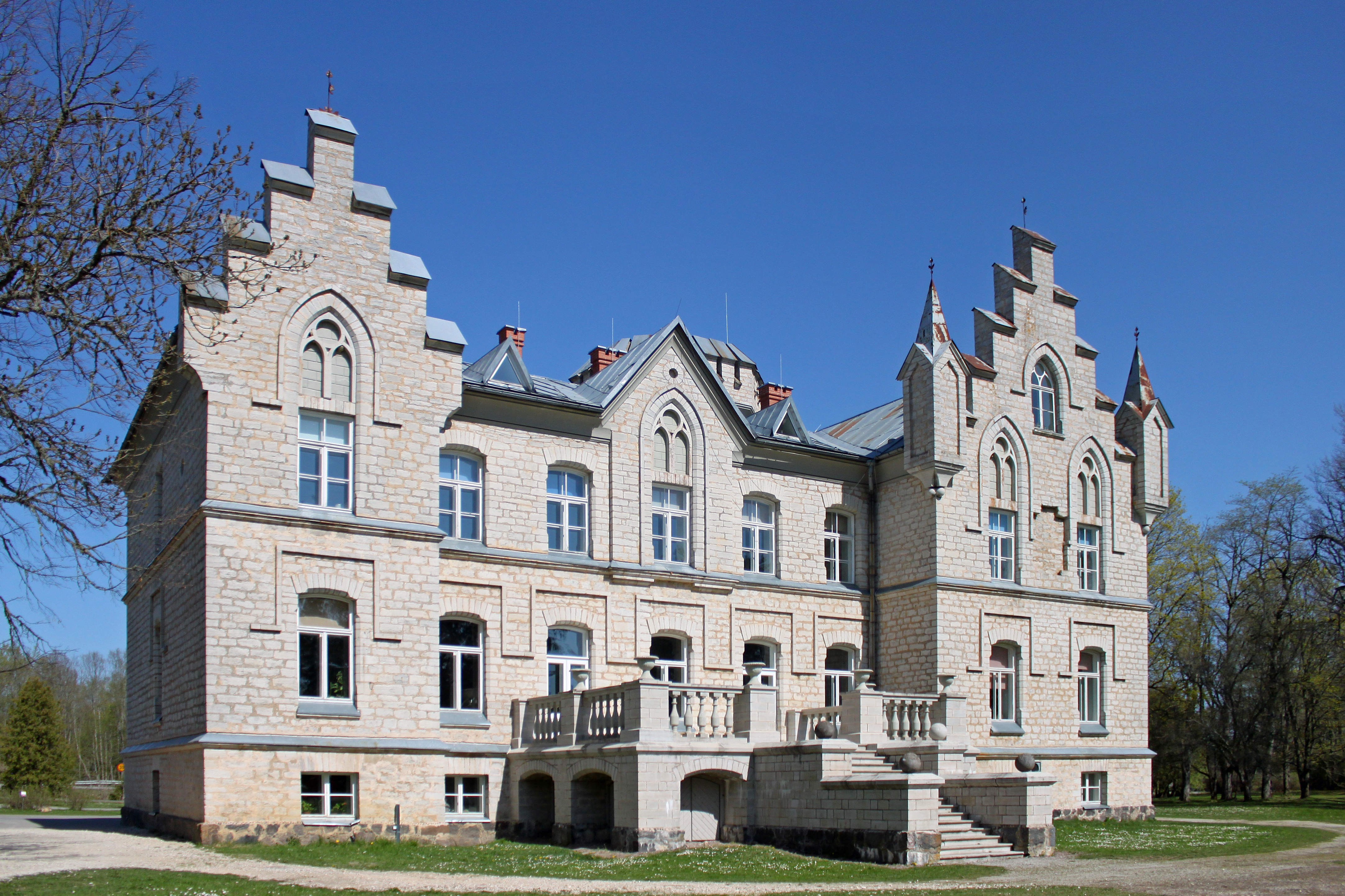
Мыза Вазалем, принадлежавшая семейству фон Багговутов
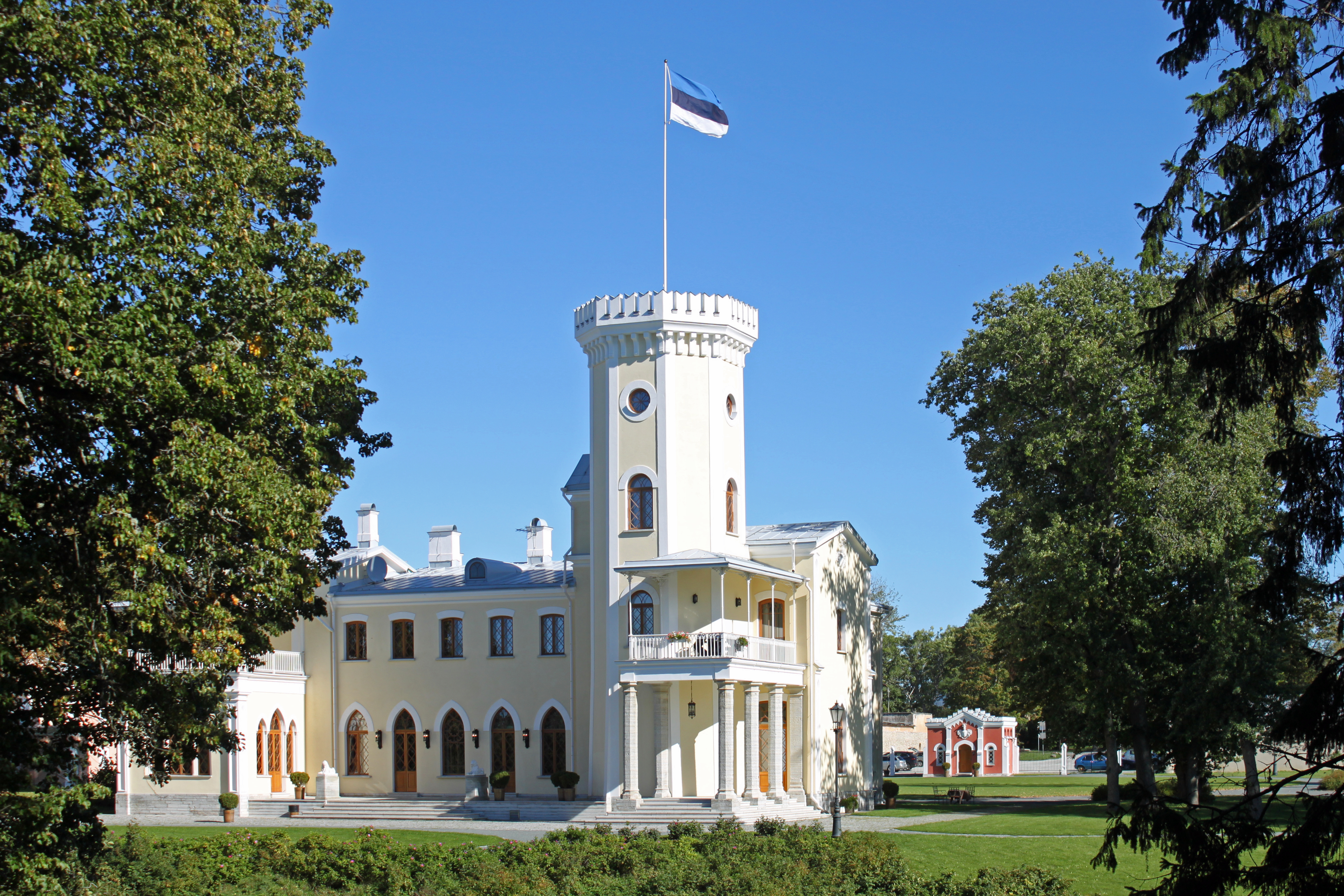
Мыза Фалль, принадлежавшая Бенкендорфам
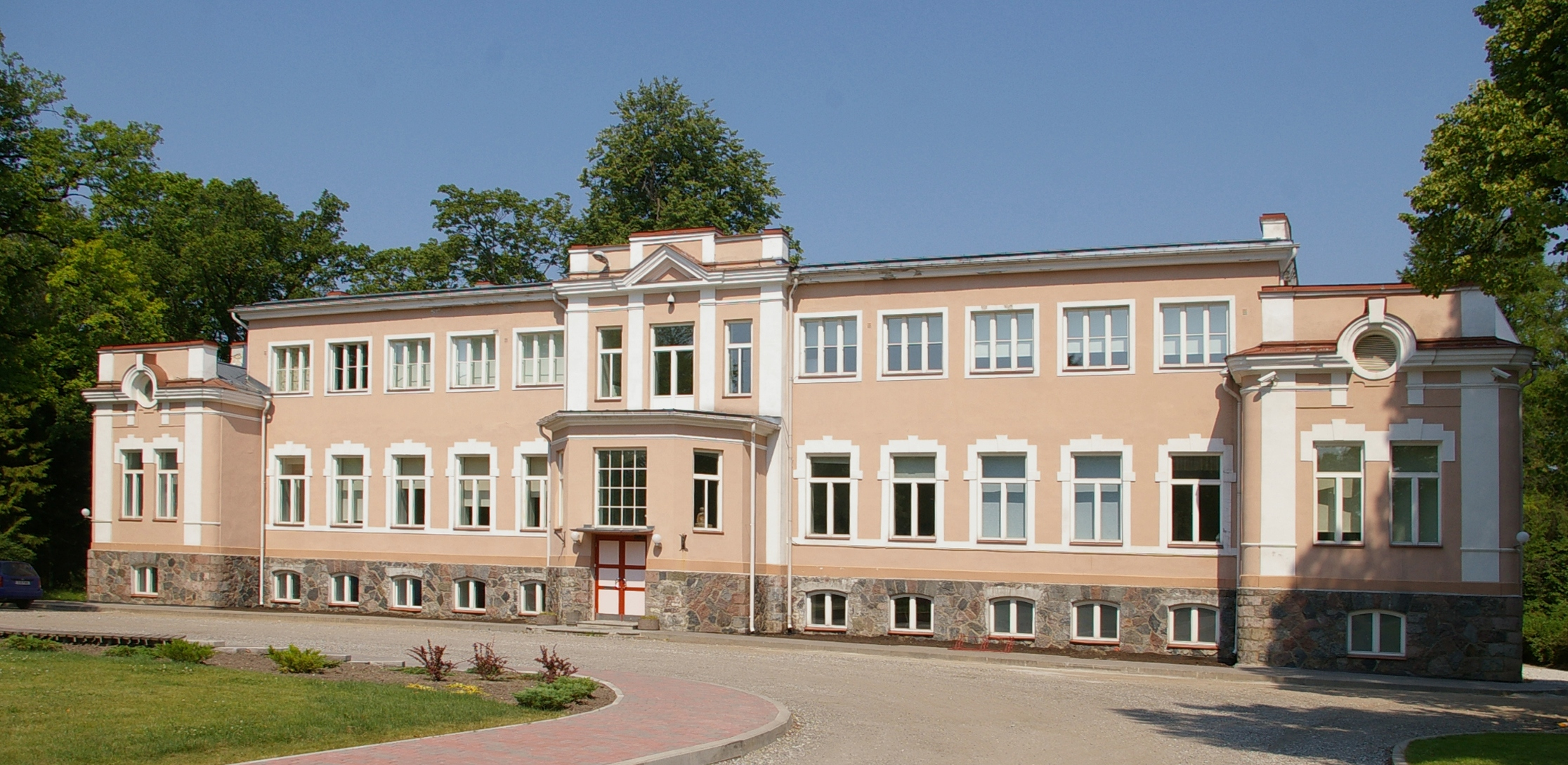
Мыза Тойс, принадлежавшая семейству фон Врангелей
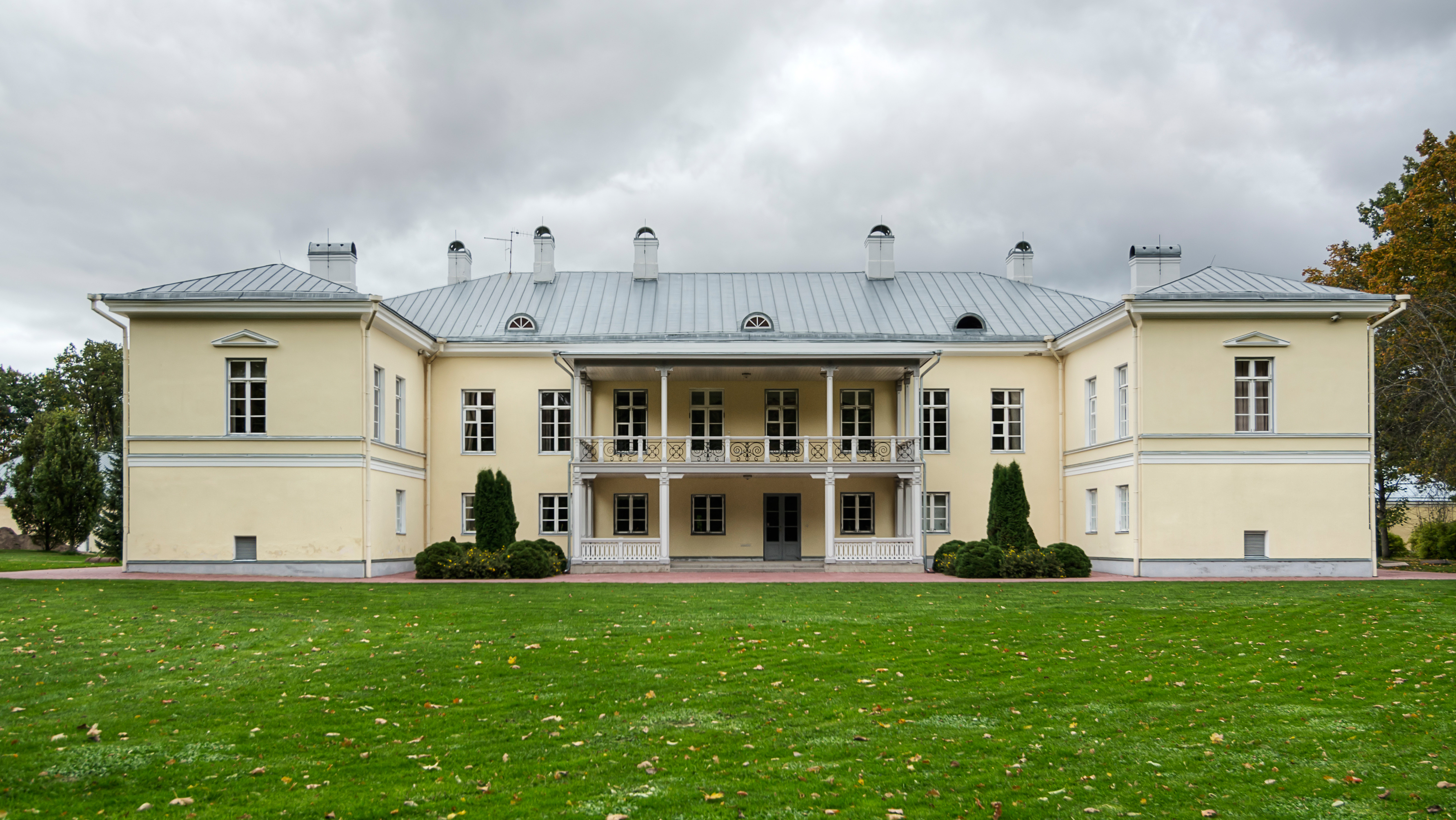
Мыза Ментак, принадлежавшая фон Розенам

Частные мызы на территории современной Латвии (примеры)
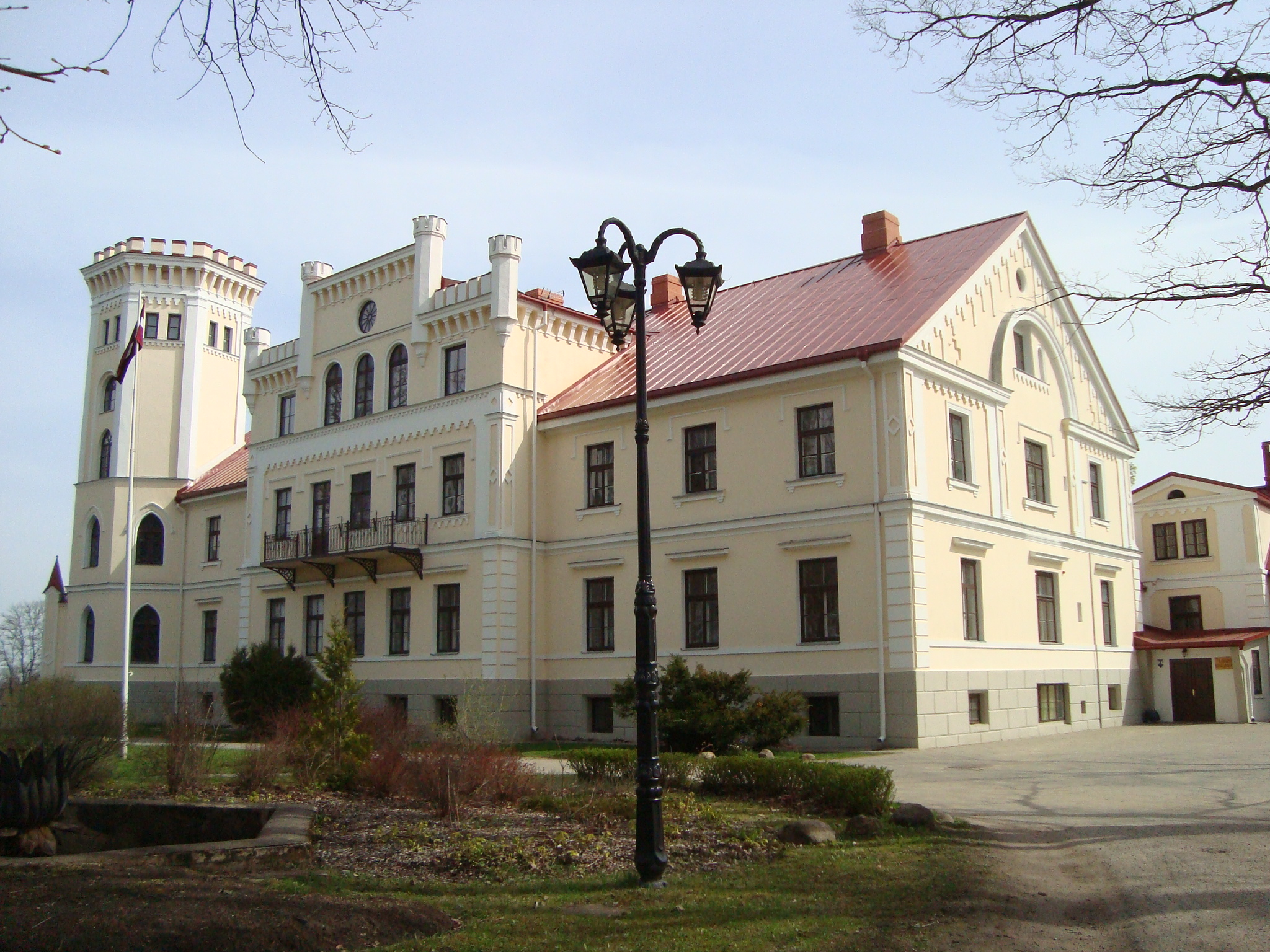
Мыза Лисон (Лизума), принадлежавшая Вольфам
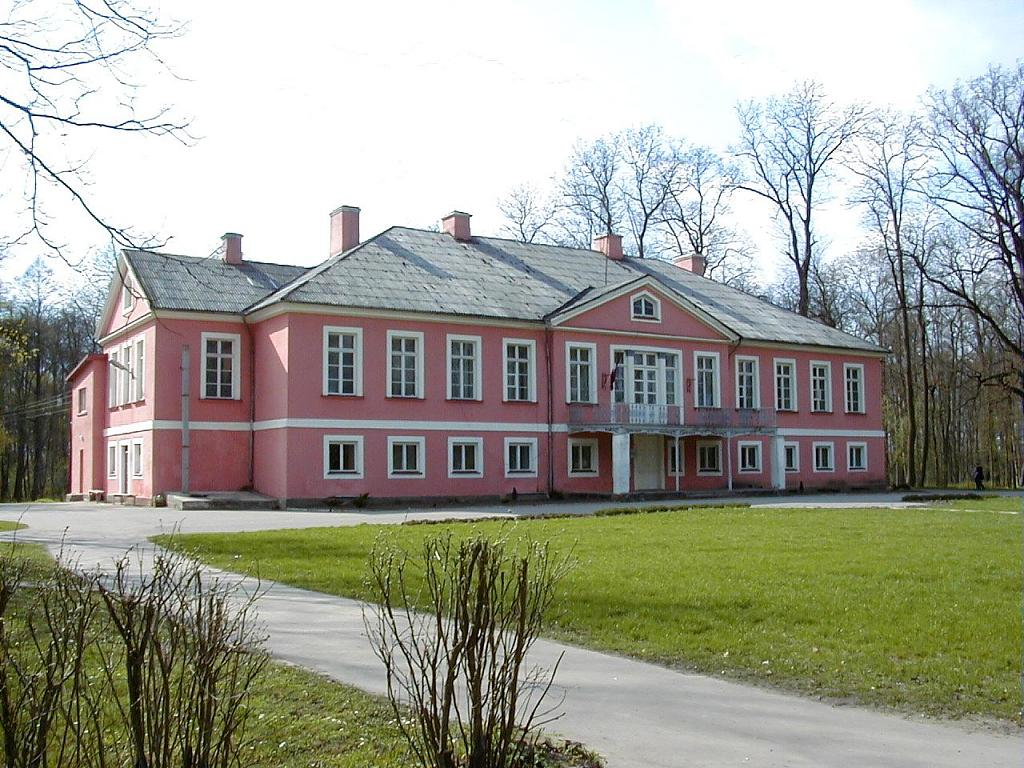
Мыза Биксти, принадлежавшая фон дер Ракке
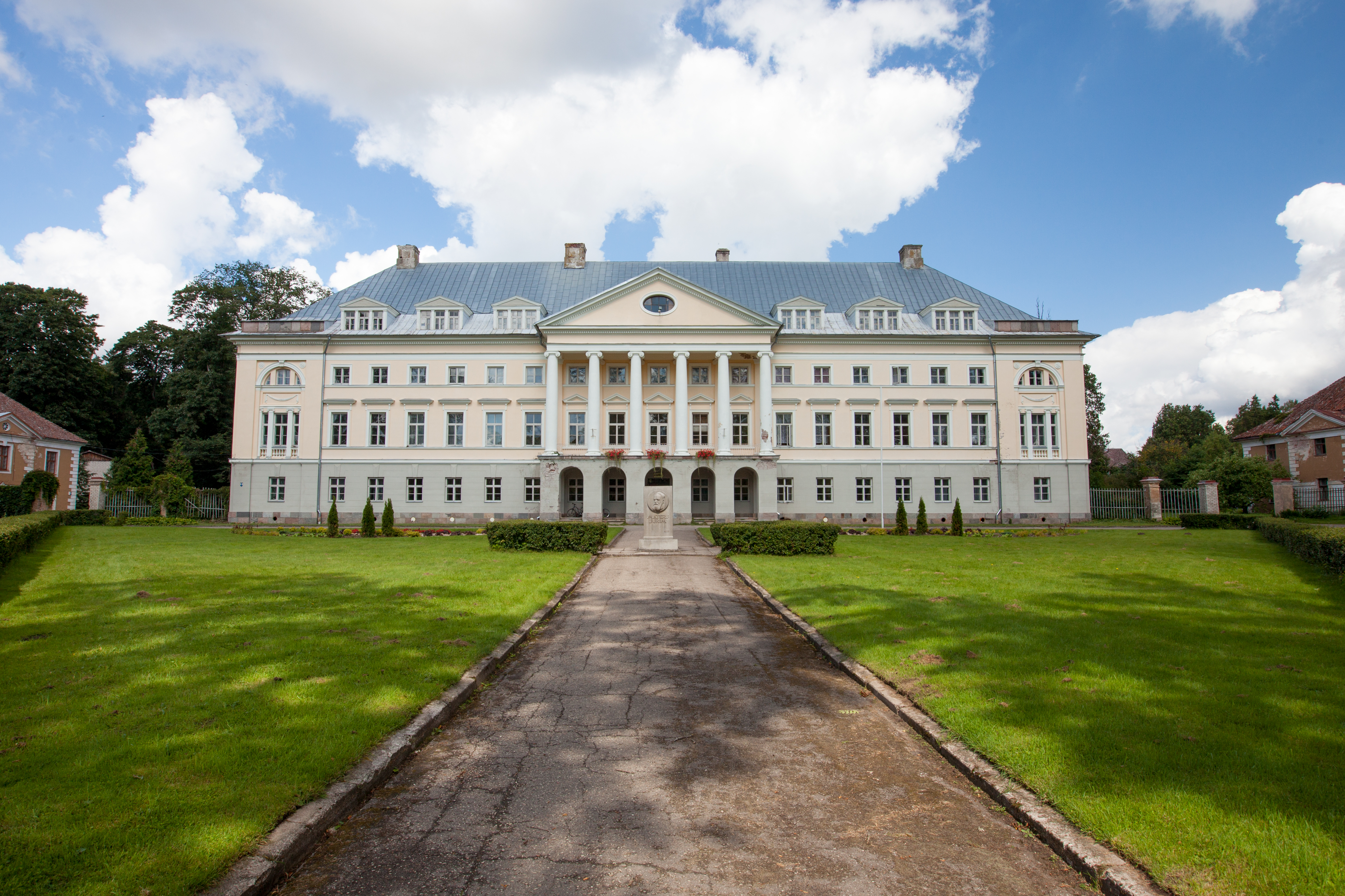
Мыза Кайданген (Казданга), принадлежавшая Мантейфелям
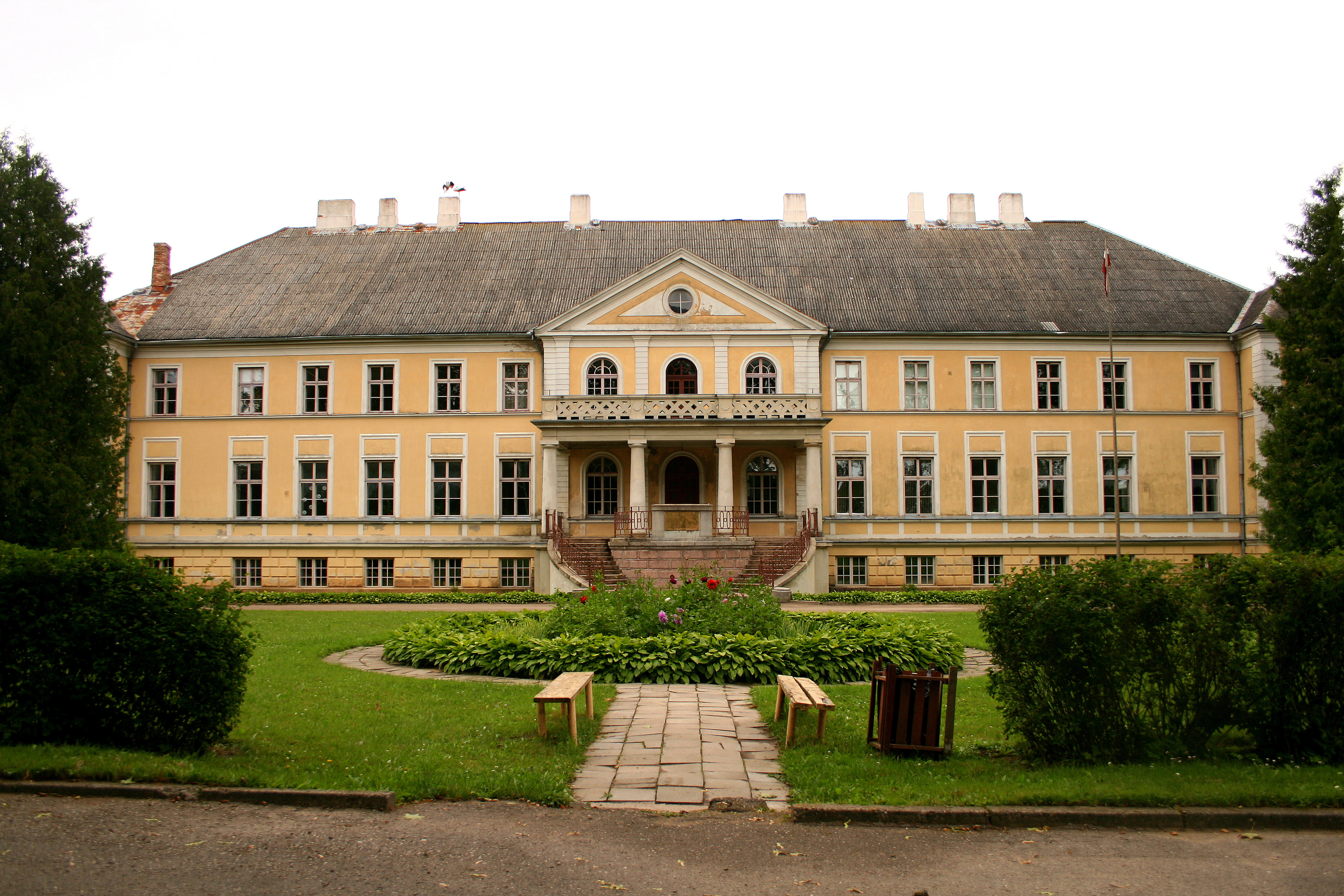
Мыза Рудбарен (Рудбаржи), принадлежавшая Фирксам